# Metropolitana di Baku
La metropolitana di Baku (in azero Bakı Metropoliteni, in russo Бакинский метрополитен имени В. И. Ленина?, chiamata anche Lenin adına Bakı Metropoliteni) è un sistema di trasporto che serve la capitale dell'Azerbaigian aperto il 6 novembre 1967.
La metropolitana di Baku è composta da 3 linee il cui percorso è in parte sovrapposto; la lunghezza dei binari è in totale di 40,3 km con 27 fermate già in funzione più ulteriori 14,3 km programmati.
Come succede spesso con i sistemi sovietici, le stazioni sono molto decorate, spesso con un miscuglio di motivi nazionali e ideologie sovietiche. A causa della topografia del territorio le stazioni stesse sono spesso profondamente interrate anche se esistono le eccezioni per arrivare al limite di quelle al di sopra della superficie stradale.
Nel 1994 la rete fu colpita da due attentati che causarono la morte di 27 persone. L'anno successivo, nel 1995, l'incendio di un convoglio della metropolitana uccise 289 persone e ne ferì 270, diventando l'incidente più mortale mai avvenuto in una metropolitana.

## Rete della Metropolitana di Baku

### Linee
| Linea   | Tratta                        | Data apertura | Lunghezza | Stazioni |
| ------- | ----------------------------- | ------------- | --------- | -------- |
| Linea 1 | Icheri Shekher ↔ Həzi Aslanov | 1967          | 20,1 km   | 13       |
| Linea 2 | Khatai ↔ Darnagul             | 1976          | 14,5 km   | 10       |
| Linea 3 | Xocəsən ↔ 8 Noyabr            | 2016          | 5,7 km    | 4        |

### Aperture
| Tratta                       | Data apertura    | Lunghezza |
| ---------------------------- | ---------------- | --------- |
| İçərişəhər-Nəriman Nərimanov | 6 novembre 1967  | 6,5 km    |
| 28 May-Şah İsmail Xətai      | 22 febbraio 1968 | 2,3 km    |
| Nəriman Nərimanov-Ulduz      | 5 maggio 1970    | 2,1 km    |
| Ulduz-Neftçilər              | 7 novembre 1972  | 5,3 km    |
| 28 May-Nizami Gəncəvi        | 31 dicembre 1976 | 2,2 km    |
| Nəriman Nərimanov-Bakmil     | 28 marzo 1979    | 0,5 km    |
| Nizami Gəncəvi-Memar Əcəmi   | 31 dicembre 1985 | 6,5 km    |
| Neftçilər-Əhmədli            | 28 aprile 1989   | 3,3 km    |
| Cəfər Cabbarlı               | 27 dicembre 1993 | N/D       |
| Əhmədli-Həzi Aslanov         | 10 dicembre 2002 | 1,4 km    |
| Memar Əcəmi-Nəsimi           | 9 ottobre 2008   | 2,1 km    |
| Nəsimi-Azadlıq prospekti     | 30 dicembre 2009 | 1,3 km    |
| Azadlıq prospekti-Dərnəgül   | 29 giugno 2011   | 1,5 km    |
| Memar Əcəmi-2-Avtovağzal     | 19 aprile 2016   | 2,1 km    |
| Memar Əcəmi-2-8 Noyabr       | 29 maggio 2021   | 1,4 km    |
| Xocəsən-8 Noyabr             | 23 dicembre 2022 | 2,2 km    |
| Totale                       | 27 stazioni      | 40,3 km   |

Il funzionamento delle linee è assicurato da 228 vetture di cui 180 risalenti agli anni settanta e le restanti più moderne prodotte dalla fine degli anni ottanta.
Le banchine delle stazioni sono lunghe mediamente 100 m per poter ospitare i convogli formati da cinque vetture in servizio dal 1985.

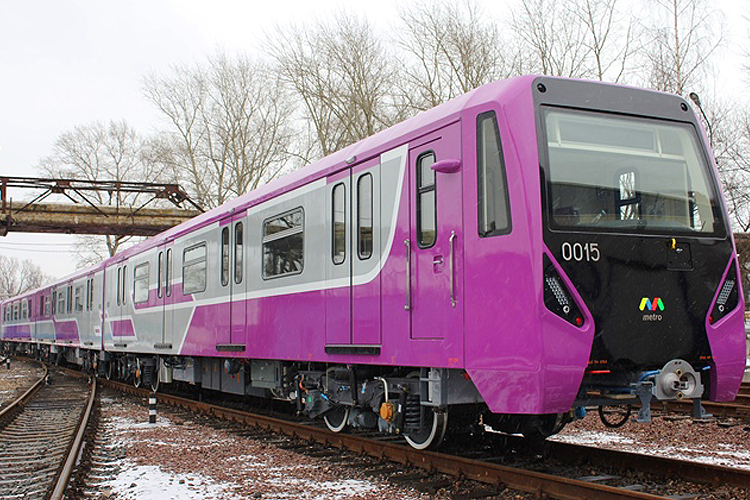
Un convoglio della metropolitana

L'alimentazione, in corrente continua a 825 V, è con il sistema della terza rotaia.
Il servizio è sospeso di notte, tra l'1:00 e le 6:00. La frequenza massima è di un treno ogni due minuti nelle ore di punta; la frequenza nelle rimanenti fasce orarie è compresa tra i 5 e i 15 minuti. I dati forniti, relativi al 2002, indicano un traffico passeggeri di 135 milioni di persone trasportate durante l'anno.
La metropolitana di Baku ha anche il triste primato di essere ricordata per il più tragico incidente accaduto per questo tipo di mezzo di trasporto: il 28 ottobre 1995 un incendio nei tunnel ha provocato la morte di 337 passeggeri ed il ferimento di altri 270 (dati non ufficiali).